# Cyphotes quadrinodosus
Cyphotes quadrinodosus är en insektsart som beskrevs av Fonseca och Diringshofen 1969. Cyphotes quadrinodosus ingår i släktet Cyphotes och familjen hornstritar. Inga underarter finns listade i Catalogue of Life.